# フィコシアノビリン
フィコシアノビリンは、青色フィコビリンである。すなわち、シアノバクテリアや紅藻、灰色藻、およびいくつかのクリプト藻の葉緑体に存在するテトラピロール発色団である。この物質は、フィコビリタンパク質アロフィコシアニンや、エネルギーの最終受容体であるフィコシアニンにのみ存在する。チオエーテル結合により、これらのフィコビリタンパク質と共有結合する。